# آهوی وحشی (ترانه)
الا ای آهوی وحشی آهنگی از فرامرز اصلانی است که شعر آن یک مثنوی سرودهٔ حافظ است و موسیقی و خوانندگی آن از فرامرز اصلانی است.
این آهنگ نخست در آلبوم اگه یه روز در دههٔ ۱۳۵۰ منتشر شد. 
آلبوم‌های فرامرز اصلانی در داخل ایران اجازه پخش ندارند، اما برخی آهنگ‌های او از جمله آهوی وحشی از رادیوی جمهوری اسلامی ایران پخش شده‌است.